# Успенська церква (Марківці)
Успенська церква — втрачена пам'ятка дерев'яної архітектури, яка була розташована в Марківцях Бобровицького району Чернігівської області.

## Історія
Першу церкву Успіння Пресвятої Богородиці в Марківцях було збудовано у другій половині XVIII століття. Роботи просувалися повільно, 1769 року власник села Семен Катеринич навіть був змушений звернутися з проханням по допомогу до намісника Києво-Печерської Лаври:

К достройкѣ мало недостроенной в деревнѣ Марковцяхъ вновъ церквы [Успенія] Пресвятія Б[огоро]д[и]цы на шалевницѣ, звоницю и прочое нужно потрѣбно лутичного соснового дерева, которого в здешних местахъ взять нѣгде. Кромѣ жъ того недостаетъ четирехъ книгъ до круга церковнаго, якото: Октоиха, Трафолоя и двохъ Триодь: Постной и Цвѣтной, и купить уже нѣзачто. И для того принял я дерзновение и писал к его высокопреподобію гспдну отцу архимандриту с прошеніемъ не можно ли какъ тѣ четире книгѣ от святія Лавры приказать выдать, такь и деревъ с пня лутицъ пятдесятъ вырубить дозволить в пущѣ Сорокошицкой и о том кому надлежитъ дать предложеніе.

Прохання було задоволено, й нарешті 1775 року церкву було освячено.
Число парафіян із часом зростало: так, 1770 року до парафії відносилося 807 людей, 1790 року — 864, 1810 — 937, 1830 — 1060, 1850 — 1180, 1860 — 1350 парафіян.
1825 року пономарем, а згодом і дяком у церкві села був дід Павла Тичини — Тимофій Михайлович Тичина, син Михайла Степановича 1750 року народження, диякона Ядлівки.
1864 року Чернігівська єпархія дозволила перелити розбитий церковний дзвін та збільшити його вагу до 25 пудів.
1866 року при Успенському храмі було відкрито церковно-парафіяльне піклування.
1876 року було затверджено розподіл парафій та священнослужителів по них. Так, Марківецько — Рудьківська парафія об'єднувала Успенську церкву Марківців та Миколаївську церкву сусідньої Рудьківки. Настоятель — священик Федот Раєвський, помічник його — священик Симеон Нещерет, 1-й виконувач посади псаломщика — Іван Римаревський, 2-й в. п. псаломщика — Василь Ножевський та 3-й в. п. псаломщика — Стефан Облакевич. Поза штатом — пономар села Марковець Федір Плавський.
Настоятелі храму:
- Стрілковський (1804 — ?).[7]
- Симеон Нещерет(ов) (? — 1861 — 1880 — ?).[8][9]
- Іван Померанцев (? — 1894 — ?).[10]
- Василь Попов (? — 1904).[11]
- Іван Коренєв (1904 — ?).[11]
- Олексій Архангельський (1908—1909).[12]
- І. Андрієвський (1909—1910 — ?).[13]

1900 року для церкви було придбано новий напрестольний хрест та поновлено Євангеліє.
Протягом 1-ї половини 1910-х років стару Успенську церкву було розібрано і замість неї зведено нову, також дерев'яну. Вона стояла в самому центрі Марківців — там, де зараз у селі є меморіал загиблим воїнам Великої Вітчизняної війни.
Протягом 1920-х років у Марківцях діяла громада УАПЦ.
Церква не була знищена у 1930-х роках, однак була спалена відступаючими німецькими військами 13 вересня 1943 року.
Після війни у селі не було православної громади.

## Сучасні храми
У 1990-х роках утворилися дві парафії Успіння Пресвятої Богородиці — ПЦУ та УПЦ (МП). Обидва храми розташовані неподалік від того місця, де стояла стара Успенська церква.
Храм ПЦУ було відкрито 1996 року навпроти обеліска у приміщенні старого магазину, яке приходило з роками в занепад. Першим настоятелем став отець Богдан Нікольський. Другим — Михайло Аренич, потім службу Божу правив Мирослав Портатус, а за ним настоятелями цього храму були Валерій Безуглий, отець Іван. З 2008 року настоятелем є отець Василь Бабець.
Парафію УПЦ (МП) було започатковано 1997 року в хаті на Хуторі. Будівництво храму навпроти школи тривало довгі роки. Першим настоятелем став отець Олександр, а після нього Богослужіння проводив отець Іван. На даний час настоятелем цього храму є отець Богдан Кушнірчук.

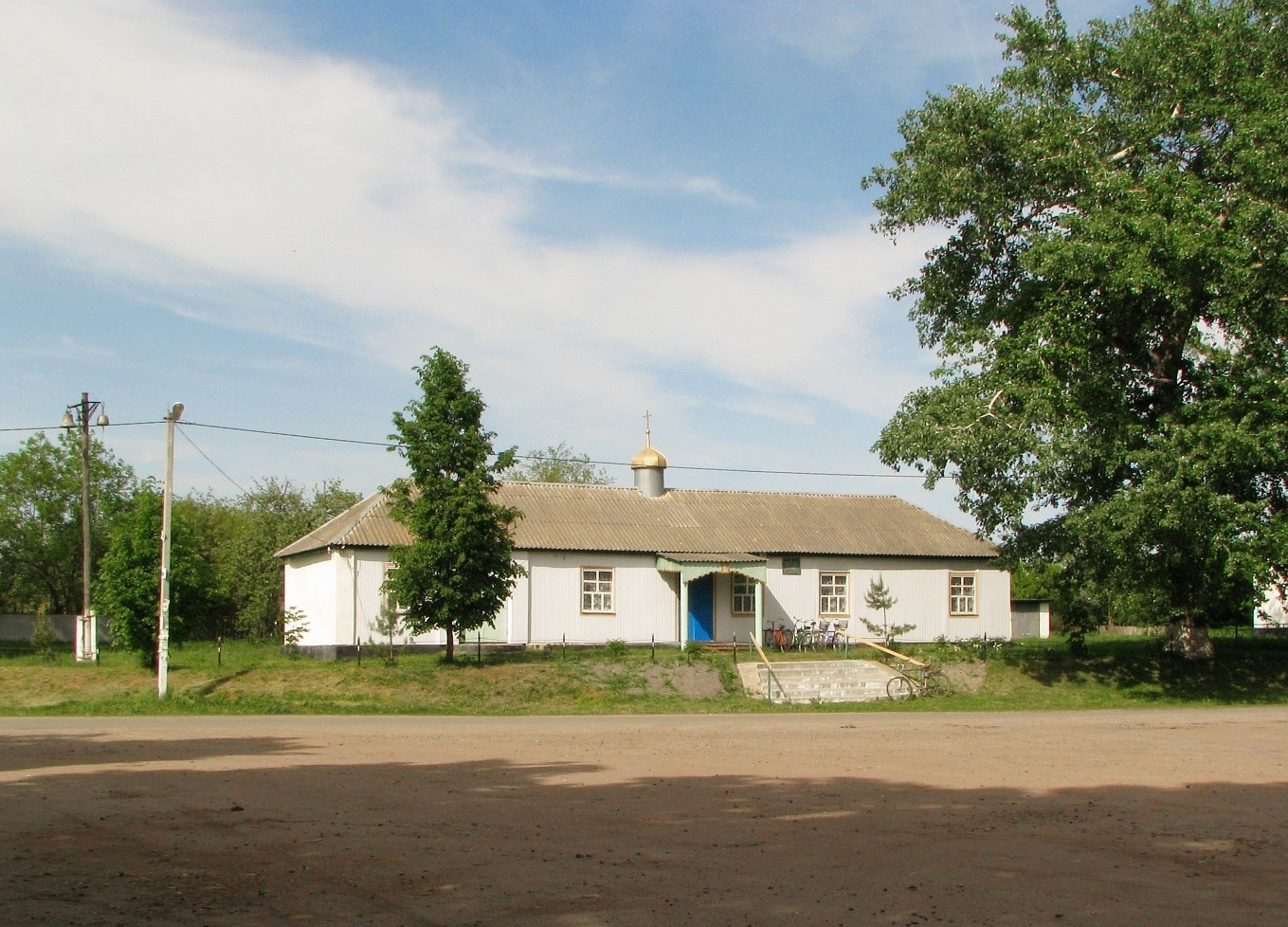
Храм Успіння Пресвятої Богородиці (ПЦУ)
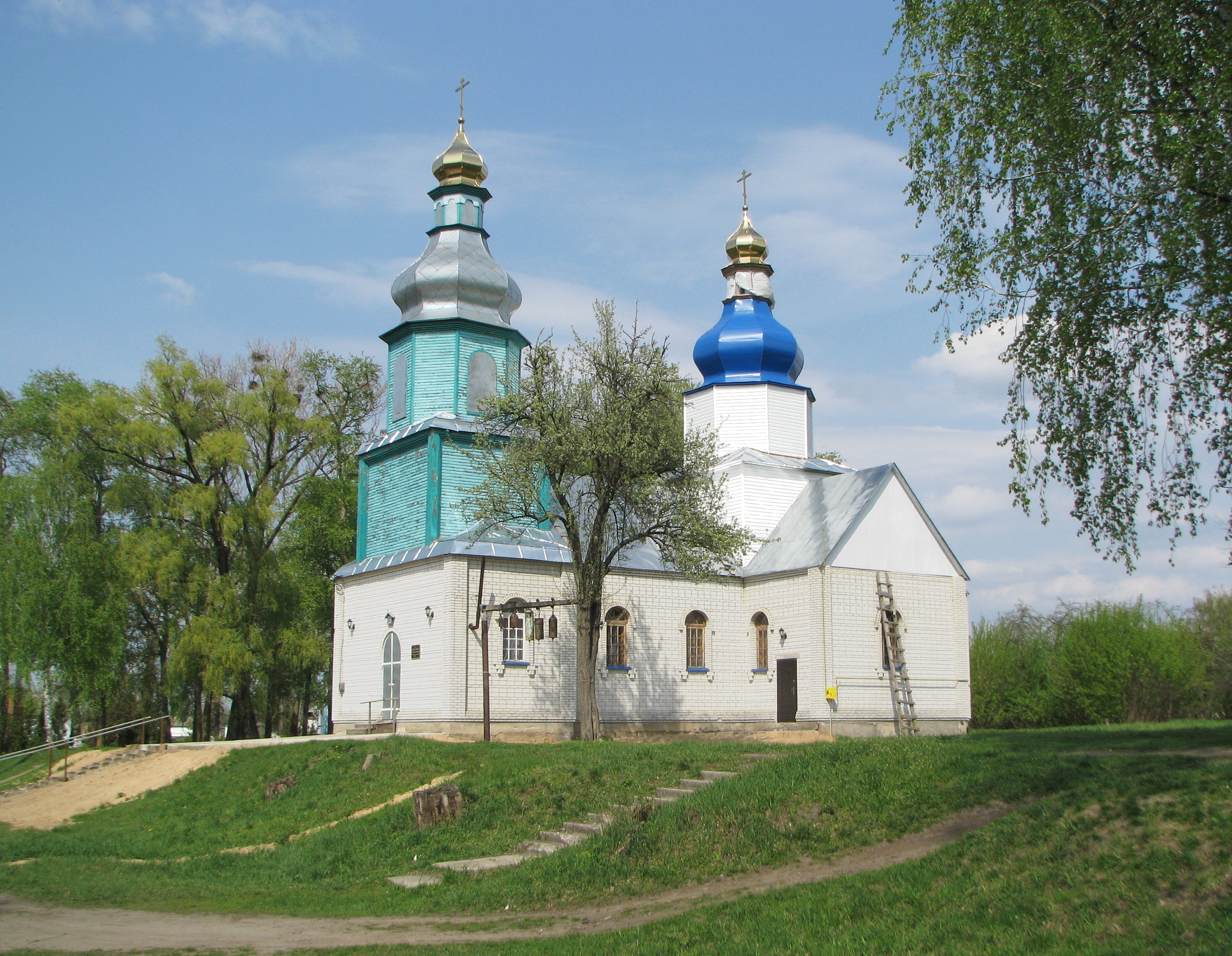
Храм Успіння Пресвятої Богородиці (УПЦ МП)